# Adrian Pracoń
Adrian Pracoń (ur. 8 grudnia 1989 w Skien w Norwegii) – norweski polityk polskiego pochodzenia, działacz LGBT.
Jedna z ofiar Andersa Behringa Breivika, która przeżyła zraniona w 
zamachu terrorystycznym w dniu 22 lipca 2011 r. na norweskiej wyspie Utøya. Ostatnia osoba, do której Breivik strzelił.
Pracoń był uczestnikiem letniego obozu zorganizowanego dla młodzieżówki norweskiej Partii Pracy (AUF).
W dniu 15 listopada 2011 r. Pracoń uczestniczył w procesie sądowym przeciw Breivikowi. Następnego dnia wdał się w bójkę, w której dotkliwie pobił starszych od siebie kobietę i mężczyznę. To zdarzenie było szeroko komentowane w norweskich mediach ze względu na sprawcę, ponieważ Pracoń jest w Norwegii jedną z najbardziej rozpoznawalnych ofiar Breivika. Pracoń za swój czyn został skazany w dniu 16 sierpnia 2012 r.  prawomocnym wyrokiem na 180 godzin prac społecznych oraz karę pieniężną w wysokości 10.000 NOK na rzecz pobitej kobiety.
Pracoń opisał swoje przeżycia podczas zamachu w książce pt. Hjertet mot steinen (norw. „Serce o kamień”). Na wniosek rodziny jednej ze śmiertelnych ofiar tego zamachu pierwszy nakład tej książki został nakazem sądowym wycofany z księgarń w dniu 20 kwietnia 2012 r. Wnioskodawcy wycofania książki ze sprzedaży oświadczyli, że Pracoń nie uzyskał zgody rodziny na wymienienie w swojej książce 23 razy nazwiska zabitego chłopca w zestawieniu z opisem zamachu na wyspie Utøya. Pracoń był zmuszony przygotować i ponownie wydać poprawioną wersję swej książki dla czytelników norweskich.
Jako późny efekt przeżyć podczas zamachu, doznał załamania nerwowego i był leczony psychiatrycznie zimą 2013 roku.
Innym następstwem zdarzenia na wyspie Utøya jest rezygnacja Praconia z działalności politycznej i decyzja o podjęciu studiów dziennikarskich.
Jest działaczem LLH, norweskiej organizacji LGBT (ang.: Norwegian National Association for Lesbian and Gay Liberation).

## Publikacje
- 2012: „Hjertet mot steinen” (j. norweski), Adrian Pracon i Erik Møller Solheim, Wydawnictwo Cappelen Damm, Oslo, ISBN 978-82-02-37248-4[10]
- 2013: „Masakra na wyspie Utøya – jedyna relacja” (j. polski), Adrian Pracoń, Wydawnictwo Pascal, ISBN 978-83-7642-201-5[11]